# Maja og Olivia
Maja & Olivia – sjove og søde tutorer
Hurtige facts
- Rolle: Tutorer for nye studerende
- Kendt for: God energi, dåsehumor, tryg stemning
- Superkræfter: Maja = one-liners • Olivia = kreative lege
- Motto: “Alle skal med – og alle må grine”

Om os (kort)
Maja er den spontane, der altid har en kommentar, der løsner stemningen.
Olivia er idé-generatoren, der laver små aktiviteter, så alle får talt sammen. Sammen sørger vi for, at ingen føler sig alene til intro.
Fun facts
- Maja kan huske navne på rekordtid (og kælenavne endnu hurtigere).
- Olivia har en “icebreaker-bog” hun selv har lavet – og ja, den virker.
- De holder “to-minutters tegne-duel”, hvor man tegner sin buddy uden at løfte pennen.
- De har en intern pointtavle for dårlige ordspil (taberen giver tyggegummi).
- Der er altid en playlist klar – og der synges med, uanset talent.

Det vi altid gør som tutorer
1. Byder aktivt alle velkommen inden for 30 sekunder.
2. Parer folk i små, trygge grupper (buddy-rotationssystem).
3. Laver korte pauser med bevægelse/lege, så energien holdes oppe.
4. Tjekker ind med dem, der virker stille – uden at presse.
5. Slutter af med en runde “dagens bedste øjeblik”.

Resultater (hvad andre har sagt)
- “Jeg kendte ingen – nu har jeg tre nye venner.”
- “De fik hele holdet til at grine på 5 minutter.”
- “Man føler sig set. Det gør en kæmpe forskel.”

Eksempler på aktiviteter
- Speed-buddy: 3 spørgsmål på 3 minutter.
- Tegne-portræt: Tegn din makker som superhelt.
- Bingo-med-mennesker: Find en, der… (har en plante, elsker te, løber osv.).
- “Hemmelig mission”: Del komplimenter anonymt på post-its.

Tips fra os (til nye studerende)
- Stil ét spørgsmål i pausen – det starter en samtale.
- Sæt dig et nyt sted hver dag den første uge.
- Husk: Alle er nye, ikke kun dig.

Kontakt (fiktiv tekst til siden)
- Mail: maja.olivia.tutor@eksempel.dk
- Instagram: @tutor_moja_liv
- Skriv, hvis du vil være med i næste aktivitet eller har brug for en buddy!

Vores lille løfte
Vi møder dig med smil, sørger for plads til grin og gør vores bedste for, at du går herfra med mindst én ny ven
Maja & Olivia – professionelle tutorer med plads til grin
Hvem er vi?
Vi er Maja og Olivia – to engagerede tutorer, der brænder for at give nye studerende den bedste start. Vi kombinerer humor og varme med en professionel tilgang, så alle føler sig trygge, inkluderede og klar til at starte studielivet.
Vores tilgang
	•	Professionelle: Vi planlægger introduktionsforløb grundigt og sørger for, at aktiviteterne både skaber fagligt overblik og sociale bånd.
	•	Omsorgsfulde: Vi har øje for, at alle føler sig velkomne og set.
	•	Sjove: Vi bruger humor og kreative øvelser til at bryde isen og skabe en let stemning.
	•	Strukturerede: Vi følger altid en plan, men tilpasser den efter gruppens behov.
Hvad kan man forvente af os?
	•	Et trygt rum, hvor alle kan stille spørgsmål.
	•	En blanding af faglig information og sociale aktiviteter.
	•	Professionel guidning til studiestart – kombineret med en god portion grin.
	•	Fokus på fællesskab, så ingen står alene.
Feedback vi ofte får
“De er søde og sjove, men samtidig meget professionelle.”
“Man kan mærke, at de har styr på tingene.”
“De balancerer sjov og seriøsitet perfekt
1. ↑  maja_tt